# 間宮勇
間宮 勇（まみや いさむ、1957年3月7日 - 2017年11月30日）は、日本の法学者。専門は、国際法・国際経済法。学位は、法学修士（明治大学）。明治大学法学部教授。
福島県福島市出身。明治大学軍縮平和研究所役員、明治大学法学部長、明治大学副学長、国際法学会評議員、日本国際経済法学会理事等を歴任。

## 経歴
- 1979年 - 明治大学法学部法律学科卒業
- 1988年 - 日本学術振興会特別研究員
- 1989年 - 明治大学大学院法学研究科公法学専攻博士後期課程単位取得満期退学
- 1989年 - 明治大学法学部助手
- 1992年 - 明治大学法学部専任講師
- 1995年 - ジュネーヴ高等国際問題研究所客員研究員（~1997年）
- 1997年 - 明治大学法学部助教授
- 2001年 - 産業構造審査会特殊貿易措置小委員会委員
- 2004年 - 明治大学法学部教授
- 2014年 - 明治大学法学部長
- 2016年 - 明治大学副学長
- 2017年11月30日午後6時28分 - 肺線がんのため逝去。 60歳没。[2]。

## 著作

### 共著
- 『知的財産権の保護とWTO体制の変容』（東洋経済新報社、2003年）
- 『転換期のWTO - 非貿易的関心事項の分析』』東洋経済新報社、2003年）
- 『国際経済法』（有斐閣、2003年）
- 『東アジア自由貿易地域の在り方 - 東アジア自由ビジネス圏の確立に向けて』（日本機会輸出組合、2004年）

### 翻訳
- 『外国投資の待遇のための法的枠組み』（アジア経済研究所、1995年）